# Sebestyén György (építészmérnök)
Sebestyén György (Kolozsvár, 1920. március 31. – Bukarest, 1993. augusztus 21.) erdélyi magyar építészmérnök, műépítészeti szakíró, egyetemi tanár.

## Életútja
Középiskolai tanulmányait Kolozsváron és Medgyesen végezte; 1938–39 között Párizsban az École National Supérieure des Beaux Arts-on, 1939–40-ben Bukarestben a Műépítészeti Főiskolán, 1940–43-ban Budapesten a Műegyetemen tanult műépítészetet, végül 1947-ben szerzett építészmérnöki oklevelet; városrendezés témakörből Bukarestben doktorált (1973).
1943–45 között megjárta Sátoraljaújhely, Komárom börtöneit, majd a dachaui, buchenwaldi és ebenseei lágereket, mindezt ideológiai eszméi miatt. Hazatérése után 1947–48-ban az IMSZ Kolozs megyei bizottságának aktivistája, majd Bukarestben agitációs propaganda osztályvezető; néhány hónapig az Ifjúmunkás főszerkesztője. 1949-ben letartóztatták, és közel két évet töltött vizsgálati fogságban egy, a Rajk-üggyel kapcsolatos koncepciós perben. 1952–80 között különböző tervezőintézetekben dolgozott mint típustervező és kutató, majd tanár Bukarestben, előbb egy építészeti középiskolában, később a Ion Mincu Műépítészeti Főiskolán.

## Kutatási területe
Az épülettervezés gazdasági és társadalmi vonatkozásai, az építészettörténet, főként az erdélyi reneszánsz.

## Cikkei, tanulmányai
- Premise şi ipoteze preliminare ale prognozei procesului de urbanizare din România[1] (Arhitectura 1972/3–4);
- O problemă de prognoză: relaţia dintre urbanizare şi navetism[2] (Viitorul Social 1973/4);
- Cu privire la crearea unei arhitecturi specifice a cartierelor noastre de locuit[3] (Arhitectura 1978/3);
- PCU privire la crearea unei arhitecturi specifice a cartierelor noastre de locuit[4] (Era Socialistă 1981/20);
- Probleme ale prognozei necesarului de arhitecţi în România[5] (Arhitectura 1982/3).

## Kötetei
- Locuinţa contemporană[6] (Bukarest, 1957);
- Istoria arhitecturii societăţii sclavagiste şi a societăţii feudale[7] (Bukarest, 1958);
- Arhitectura renaşterii în Transilvania[8] (társszerző Sebestyén Viktor, Bukarest, 1963);
- Dezvoltarea construcţiilor în România[9] (társszerző M. Caffé, Bukarest, 1964; ua. francia, angol, német, spanyol és orosz nyelven);
- Eficienţa economică şi socială a ansamblurilor de locuit[10] (Bukarest, 1975);
- O pagină din istoria arhitecturii României. Renaşterea[11] (Bukarest, 1987);
- Proiectarea de arhitectură şi eficienţa investiţiilor[12] (társszerzőkkel, Bukarest, 1988).

## Társasági tagság
1953-tól tagja volt a Romániai Műépítészek Szövetségének, amely több munkáját díjazta.